# Cantón de Belén
Belén es el cantón número 7 de la provincia de Heredia, Costa Rica. Forma parte de la Gran Área Metropolitana, donde el área habitacional constituye por lo menos un 25% de la superficie del cantón. 
Limita al norte y oeste con el cantón de Alajuela, al este con Flores y Heredia, y al sur con San José, Escazú y Santa Ana. Fue fundado el 8 de junio de 1907. Su cabecera es la ciudad de San Antonio.
La economía del cantón de Belén se basa en la industria, el comercio y los servicios. Las nuevas industrias instaladas son tecnologías, hotelería, manufacturas, comercio entre otras. Al norte de la región se localiza la zona industrial en desarrollo La Ribera y La Asunción, la cual constituye un 18% del área del cantón. En 2011, la presencia de la planta industrial de alta tecnología de Intel hizo de Belén el cantón con más alto índice de competitividad del país. Belén es uno de los cinco cantones de Costa Rica donde se ha reducido más drásticamente el área destinada a actividades agropecuarias. Las principales actividades agropecuarias del cantón fueron los cultivos de cebolla, tomate, maíz, café y la ganadería; así como la producción avícola.
El principal centro de recreación es el Balneario de Ojo de Agua, el parque de patinaje y el polideportivo. Sitios históricos importantes son la Casa de la Cultura (Construida en 1908), y la antigua estación del Ferrocarril al Pacífico, así como la iglesia dedicada a San Antonio de Padua.

## Historia
Los primeros habitantes de lo que hoy constituye el cantón Belén, fueron los indígenas huetares; territorio que en los inicios de la Conquista formaba parte del Reino Huetar de Occidente, cuyo rey era Garabito. Las condiciones favorables de la región, rica en fuentes y manantiales de agua, fueron factores determinantes para que se ubicaran en este lugar, primero los indígenas y luego los españoles.
El primer grupo familiar que se estableció en esta extensión, lo realizó en el sitio que posteriormente se denominó hacienda Potrerillo o Potrerillos; paraje que ya en 1791 se menciona y en el cual, tiempo después se erigió una gruta en honor a la Virgen de la Asunción; lo que luego viene a constituirse en el primer vecindario del presente distrito 3, del cantón sétimo de la provincia Heredia.
En las postrimerías del siglo XVIII, se fundó el poblado de La Ribera, incluso antes que San Antonio; ubicado en el sector al norte de este último.
Vecinos de La Asunción comenzaron a desplazarse hacia el oeste del mismo, conformando un nuevo asentamiento.
La fundación de lo que actualmente corresponde a ciudad San Antonio, fue efectuada por las familias de los señores Santiago González, Antonio Murillo y José Santos Moya; los dos primeros heredianos y el tercero cartaginés.
A principios del siglo XIX existía una ermita con advocación a la Virgen de la Asunción; la cual fue construida por indígenas y españoles residentes en el lugar. La primera ermita de San Antonio se construyó en 1856, y fue bendecida seis años después. Durante el episcopado de Monseñor Joaquín Anselmo Llorente y Lafuente, primer Obispo de Costa Rica, en el año 1867, se erigió la parroquia, dedicada al Patrono San Antonio; la cual actualmente es sufragánea de la diócesis de Alajuela, de la provincia Eclesiástica de Costa Rica.
En 1800 la municipalidad de Heredia aparece financiando la existencia de una escuela en la región. En 1919 se inauguró un colegio de las Hermanas Salesianas, con el nombre de Benedicto XV, que tuvo una corta existencia de apenas cinco años, debido a la falta de recursos para mantener sus actividades docentes. Esta edificación que todavía hoy se encuentra, parcialmente, contaba con un teatro, Teatro Belén donde se desarrollaron gran cantidad de actividades de este cantón, las graduaciones escolares, los festejos patronales, albergaron también la Academia Artística Belemita. Hoy declarado de interés patrimonial cantonal.

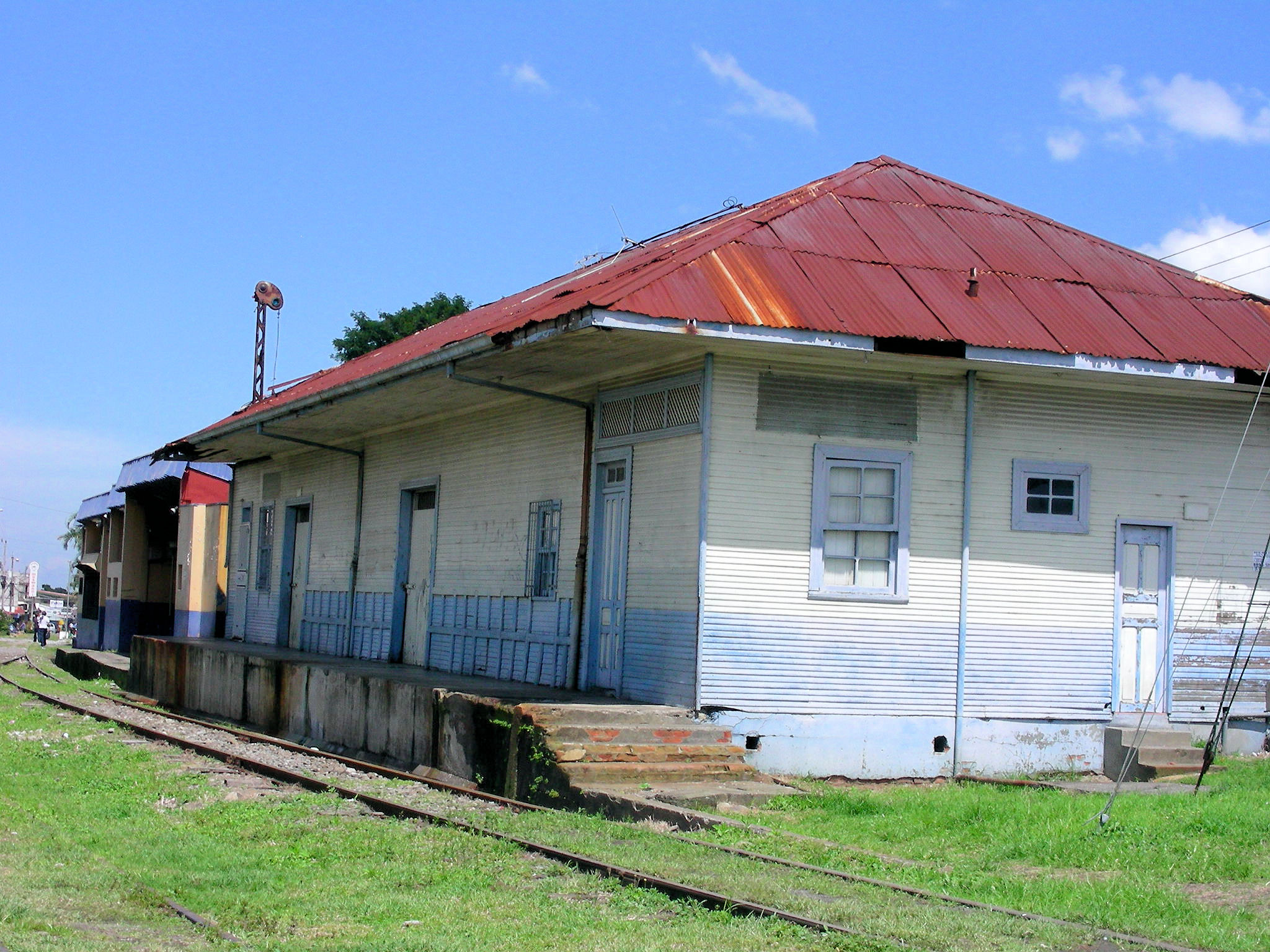
Antigua estación del ferrocarril al Pacífico.

La creación de este cantón se da en junio de 1907 por decreto del Presidente Cleto González Víquez por la insistencia e iniciativa de sus propios pobladores.  La Municipalidad de Belén con el propósito de edificar una nueva escuela, nombró como Presidente de la Junta de Educación al ciudadano español Francisco Vidarroeta Lerdo de Tejada, quien trabajó activamente junto con el vecindario logrando concluir la primera parte de la construcción en 1920; la cual quedó totalmente concluida en 1929, en la segunda administración de Cleto González Víquez (1928- 1932). No quiso Francisco Vidarroeta que se pusiera su nombre a la nueva escuela por, lo que pidió que se le diera el de su país de origen, España: y así se hizo.
El desarrollo de la población se inició a partir de 1843, cuando se comenzó la activa exportación de café a los mercados europeos y se planteó la necesidad de construir una adecuada vía de comunicación terrestre entre ciudad San José y el puerto de Puntarenas; cuyo trazado pasó por este territorio. Por ello, el aspecto de San Antonio es de un asentamiento, con orientación de este a oeste, a lo largo del camino principal. Fue así corno este poblado se convirtió en uno de los lugares obligados de descanso, para los carreteros que transportaban el grano de oro al puerto del Pacífico y traían de regreso otros productos que se importaban en esa época.
La Municipalidad de Heredia para cumplir con lo dispuesto en el artículo doce de ley n.º 36 de 7 de diciembre de 1848, se reunió extraordinariamente tres días después, a fin de establecer los distritos parroquiales del cantón; disponiendo que San Antonio y San Francisco conformaran el distrito quinto de Heredia. En 1858 ya se conocía el sector Occidental de La Asunción como barrio San Antonio. En la demarcación de los distritos parroquiales de la provincia de Heredia, publicada en la Gaceta Oficial, el 30 de noviembre de 1862, San Antonio junto con San Joaquín, aparecen como sexto del cantón Heredia.
En el gobierno de Ascensión Esquivel Ibarra, en 1905, se iniciaron los trabajos de la construcción de la cañería para el distrito. Obra que fue inaugurada en la primera administración de Cleto González Víquez (1906 - 1910).
En ley n.º 15 de 8 de junio de 1907, en la gestión ejecutiva de Cleto González Víquez se le otorgó el título de Villa a la población de San Antonio, cabecera del cantón creado en esa oportunidad. Posteriormente, en ley n.º 4574 de 4 de mayo de 1970, se promulgó el Código municipal, que en su artículo 3°, le confirió a la villa la categoría de ciudad, por ser cabecera de cantón a San Antonio.
El 15 de julio de 1915 se llevó a cabo la primera sesión del Concejo municipal de Belén, integrado por los regidores señores Esteban Murillo Moya, Presidente; Fermín González Murillo, Vicepresidente; y Fidel Chaves Murillo, Fiscal. El secretario municipal fue Nereo Zumbado Villanea y el jefe político fue José Murillo Alfaro. Al año siguiente se inauguró el primer edificio municipal, en la propiedad adquirida a doña Carolina de Astúa.
Como se indicó, originalmente el territorio actual del cantón se conoció como Potrerillo o Potrerillos, luego como barrio de La Asunción; hasta que finalmente, el sitio que se estableció al oeste del anterior barrio, empezó a conocerse, al inicio como barrio y después como distrito San Antonio.
El nombre de Belén se debe a Monseñor Joaquín Anselmo Llorente y Lafuente, que por coincidencia, estuvo en San Antonio en dos oportunidades consecutivas; la primera vez en 1858, celebrando en ambas ocasiones la misa de medianoche, por lo que en la plática de la última oportunidad, indicó que si la Providencia había dispuesto que ofreciera esas misas de medianoche, él seguiría llamando al lugar San Antonio de Belén. En tal forma desde el 25 de diciembre de l859, en todos los documentos oficiales, aparece este vecindario con la denominación antes indicada; que ocho años después cuando se bautizó el poblado se le asignó el nombre de San Antonio, cabecera del cantón de Belén.

## Generalidades

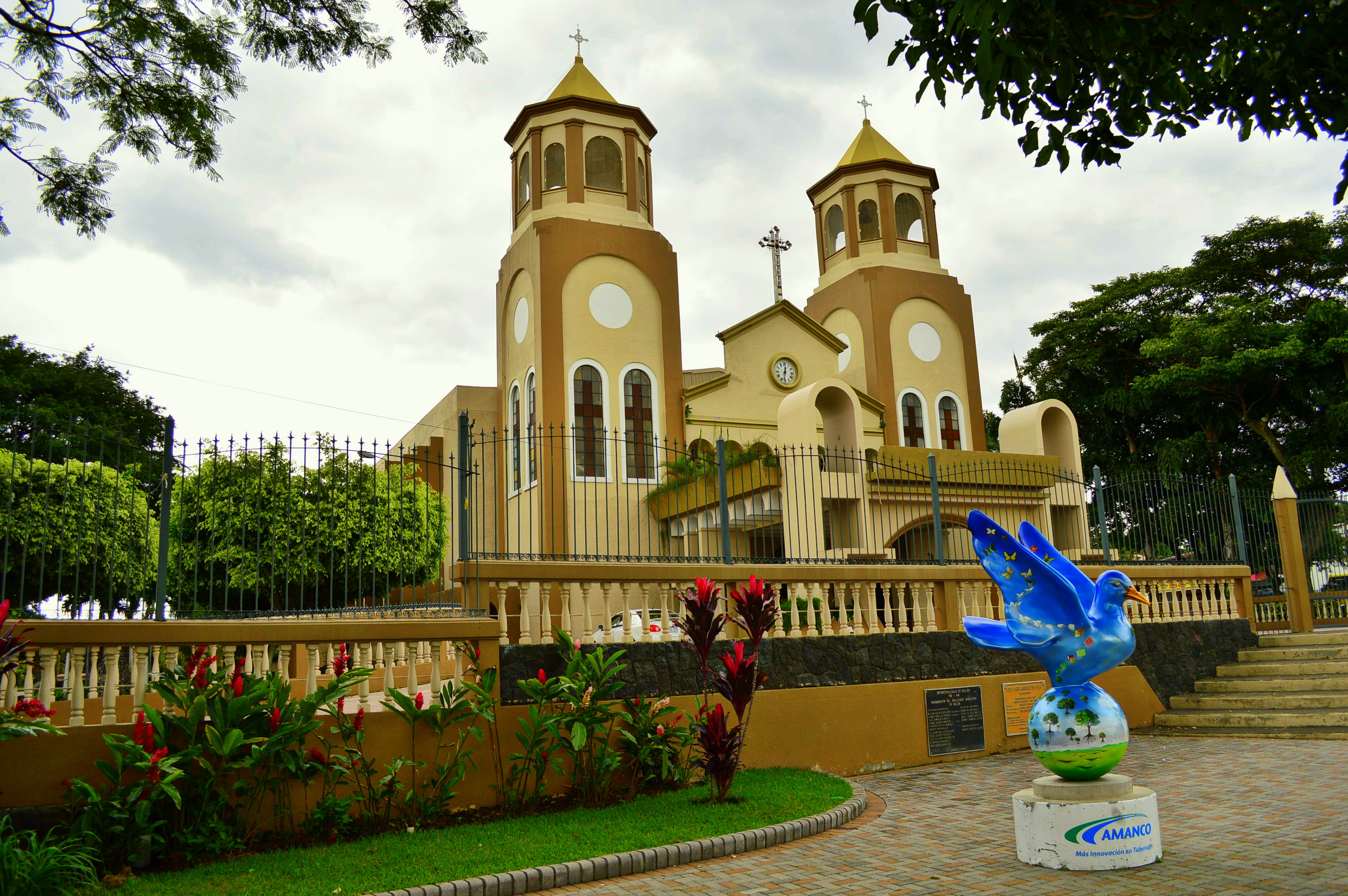
Parroquia de San Antonio de Belén, Heredia

Belén se encuentra ubicado al oeste del cantón central de Heredia. Hasta 1791 este cantón fue habitado por indígenas huetares y luego por españoles, y ya a principios del siglo XIX existía una emita con devoción a la Virgen de la Asunción. La primera ermita fue construida en 1856 y en 1967 se erigió la parroquia en honor de san Antonio.
En el año 1800 se inició la enseñanza primaria, para 1919 se inauguró un colegio con el nombre de Benedicto XV pero solamente duró 5 años. Para 1929 se concluyó la nueva escuela con el nombre de España en honor a un español, quien logró la construcción.

El desarrollo de lo que primero fue el cantón se inició en 1843 con la exportación del café a los mercados europeos, ya que al construir una vía de acceso entre el puerto de Puntarenas y San José, este lugar se convirtió en un sitio de descanso obligado. El cantón en un principio, cuando era solamente un poblado, se llamó Potrerillo, después barrio de La Asunción y más tarde San Antonio.

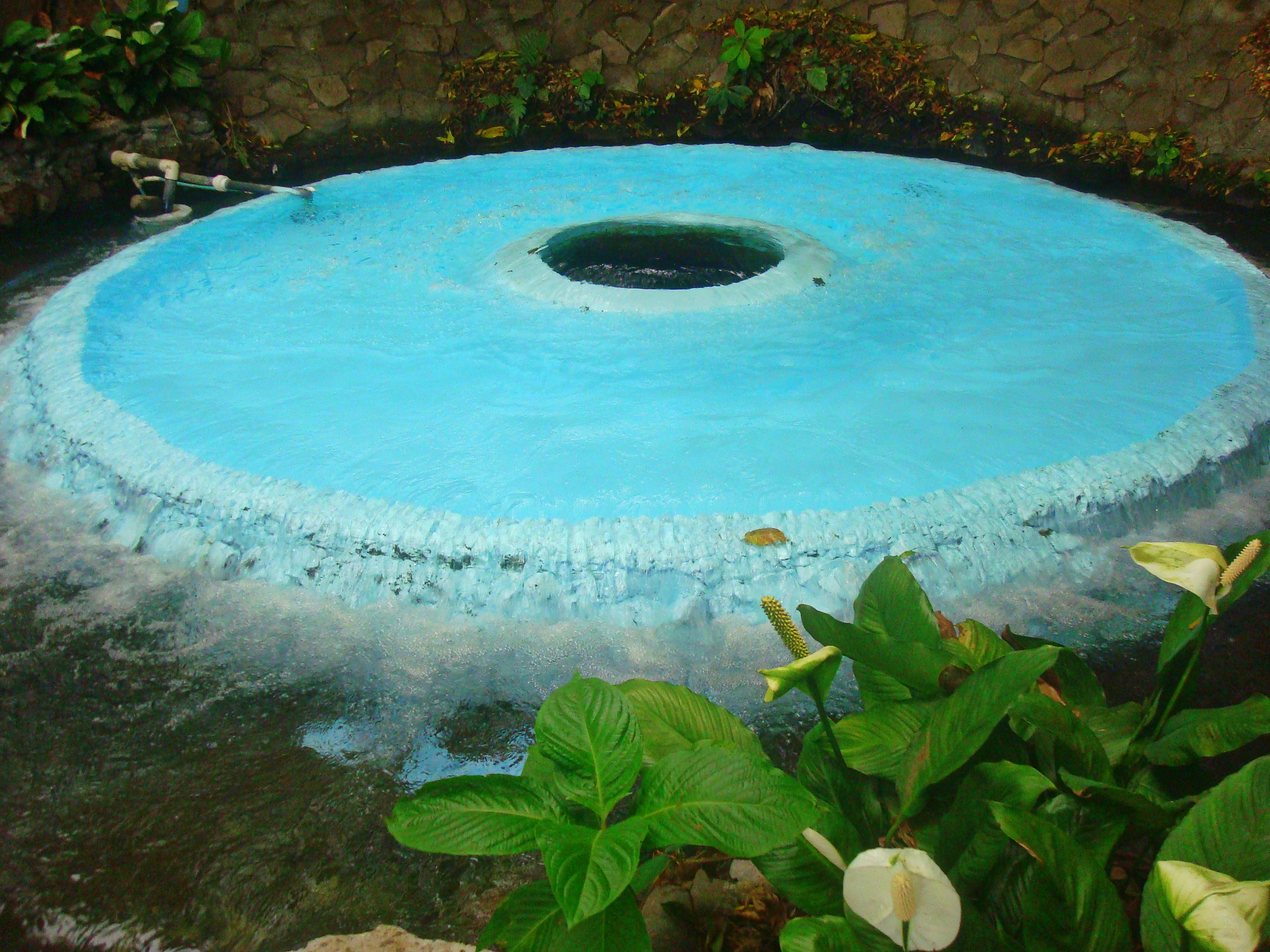
Ojo de Agua, La Ribera de Belén, Heredia

 El nombre Belén lo debe a Monseñor Joaquín Llorente y La Fuente quien en dos ocasiones consecutivas por casualidad estuvo en este lugar (1858 y 1859) y celebró la misa navideña de media noche allí e indicó que seguiría llamando a aquel lugar "San Antonio de Belén" por ser Belén el lugar de la natividad de Jesús.
El cantón de Belén forma parte en su totalidad del Gran Área Metropolitana y se ha convertido en un polo de desarrollo residencial, comercial e industrial aprovechando su gran cercanía y buena conexión que tiene con otros polos de desarrollo como el Aeropuerto Internacional Juan Santamaría. San Antonio está hoy conectada por bus con las Ciudades de Heredia, San José, Alajuela, San Joaquín, Santa Ana y en la actualidad cuenta con servicio de tren urbano que también une al cantón con la ciudad de San José. Al este del cantón cruza la au En su jurisdicción se han instalado gran cantidad de empresas que operan en Zonas Francas; en La Ribera se encuentra Intel que pese a haber movido parte de sus funciones fuera de Costa Rica, aún mantiene una parte de su producción en el cantón. En Belén también se encuentra la Firestone, Amanco, Pipasa, EPA, Kimberly-Clark, Pedregal, Tribu, Belca, Lizano, Unilever, Trimpot,  entre otras.
En el sector comercial, en Belén se encuentra el Centro Comercial La Ribera, cuenta con una industria hotelera muy desarrollada con hoteles de grandes cadenas internacionales como el Hotel Marriott, el Hotel Ramada Herradura, el Hotel Double Tree by Hilton Cariari, el Cariari Country Club también se encuentra en Belén y recientemente se instaló en el distrito de La Asunción un Hard Rock Café, primero de esta marca en Costa Rica.
El centro recreativo Ojo de Agua se encuentra en el distrito La Ribera, el límite entre los cantones de Belén y Alajuela pasa encima de Ojo de Agua, sin embargo, el ojo, las piscinas y mayor parte del centro se encuentra del lado belemita, de ahí que sea la Municipalidad de Belén la encargada de prestar servicios. El Club Campestre Español es otro centro recreativo ubicado en el distrito La Ribera.
En Belén se encuentra la sede central de los mormones, su templo se ubica en el distrito de La Ribera, mientras que en el distrito de La Asunción se encuentra una gruta en honor a la Virgen de Lourdes al lado de un convento de Franciscanos.
El cantón limita al este con el cantón central de Heredia, al noreste con el cantón de Flores. Al sur limita con los cantones de Santa Ana, Escazú y San José (estos 3 pertenecientes a la provincia de San José) y al oeste limita con el distrito de San Rafael de Alajuela. Los ríos Virilla, Segundo, Bermúdez y Quebrada Seca son los ríos que atraviesan el cantón; los dos primeros marcan el límite cantonal y provincial a la vez con las provincias de San José y Alajuela respectivamente.

## División administrativa
El cantón de Belén está dividido en tres distritos:
- San Antonio
- La Ribera
- La Asunción

### Cartografía
- Hojas del mapa básico, 1:50.000 (IGNCR): Abra, Barva.
- Hojas del mapa básico, 1:10.000 (IGNCR): Coco, Río Segundo, San Antonio.

## Demografía
Para el año 2022, Cantón de Belén cuenta con una población estimada de 23 759 habitantes, y para el último censo efectuado, en 2011, Cantón de Belén contaba con una población de 21 633 habitantes.
De acuerdo al censo nacional del 2011, la población del cantón era de 21 633 habitantes, de los cuales, el 12 % nació en el extranjero. El mismo censo destaca que había 6011 viviendas ocupadas, de las cuales, el 82,5 % se encontraba en buen estado y había problemas de hacinamiento en el 2,9% de las viviendas. El 100,0% de sus habitantes vivían en áreas urbanas.
Entre otros datos, el nivel de alfabetismo del cantón es del 99,0%, con una escolaridad promedio de 10,3 años.
El mismo censo detalla que la población económicamente activa se distribuye de la siguiente manera:
- Sector Primario: 2,8%
- Sector Secundario: 26,0%
- Sector Terciario: 71,2%

Para el año 2012 presentaba el segundo índice de desarrollo humano más alto del país (0.939) según el Programa de las Naciones Unidas para el Desarrollo.

## Geografía
Cantón de Belén cuenta con un área de 12,38 km² y una altitud media de 983 m s. n. m.

### Geología
El cantón de Belén, está constituido geológicamente por materiales de origen Volcánico, tales como lavas, tobas y piroclástos, de la época Holoceno, período del Cuaternario.

### Geomorfología
El cantón de Belén forma parte de la unidad geomórfica de Origen Volcánico, representada por el Relleno Volcánico del Valle Central, la cual corresponde a un relieve plano ondulado.

### Hidrografía
El sistema fluvial del cantón de Belén, corresponde a la Vertiente del Pacífico, la cual pertenece a la cuenca del río Grande de Tárcoles. Asimismo, se puede encontrar el balneario Ojo de Agua. Sobre los mantos acuíferos de Colima y Barva.